# Římskokatolická farnost Sušice
Římskokatolická farnost Sušice je územním společenstvím římských katolíků v rámci sušicko-nepomuckého vikariátu českobudějovické diecéze.

## O farnosti

### Historie
První zmínka o Sušici je z roku 1233, kdy zde již stál románský kostelík sv. Václava. Roku 1282 byla zde založena plebánie. V 15. a 16. století byla sušická fara obsazována utrakvistickými kněžími a následně evangelíky (poslední z nich děkan Jiří Galli odešel do exilu po bitvě na Bílé hoře). Roku 1599 přišli do Sušice bratři kapucíni a postupně si zde vystavěli klášter s kostelem sv. Felixe z Cantalice. V roce 1622 byla sušická farnost povýšena na děkanství, následně v letech 1682–1683 došlo k výstavbě poutní kaple na vrchu Stráž. V roce 1707 postihl město rozsáhlý požár, při kterém se v děkanském kostele sv. Václava propadla klenba a sesuly se kostelní věže. Do roku 1717 byl kostel opraven alespoň do té míry, aby v něm opět mohly být bohoslužby. Zásadní opravy a přestavby se dočkal až v 19. století.
Roku 1950 byl násilně zrušen v rámci tzv. Akce K sušický kapucínský klášter. Klášterní areál pak využívala armáda, což se negativně podepsalo na jeho stavu. Řeholníci se do kláštera vrátili až 16. srpna 1993. Roku 1961 byl zrušen sušický vikariát (obnoven jako sušicko-nepomucký roku 1993). V roce 2002 byly opraveny fasády děkanského kostela sv. Václava.

### Současnost
Sušice je centrem farního obvodu (kollatury), který kromě farnosti Sušice zahrnuje rovněž excurrendo spravované farnosti Sušice, Petrovice u Sušice (spravuje sušický administrátor), dále Dobrá Voda, Hartmanice, Kašperské Hory, Mouřenec, Prášily, Rejštejn a Srní (spravuje sušický kaplan).
| Kostel                         | Místo  | Bohoslužba                               | Bohoslužba                   | Poznámka          |
| ------------------------------ | ------ | ---------------------------------------- | ---------------------------- | ----------------- |
| Kostel sv. Václava             | Sušice | neděle úterý středa čtvrtek pátek sobota | 7.30 a 9.00 18.00            | farní kostel      |
| Kaple Andělů Strážných         | Sušice | čtvrtek                                  | 18.00 (jen červen-srpen)     | poutní kaple      |
| Kostel Nanebevzetí Panny Marie | Sušice | neslouží se pravidelně                   | neslouží se pravidelně       | hřbitovní kostel  |
| Kostel sv. Felixe              | Sušice | neděle pondělí pátek sobota              | 18.00/17.00 (léto/zima) 8.00 | klášterní kostel  |
| Oratorium                      | Sušice | středa                                   | 13.00                        | v nemocnici       |
| Oratorium                      | Sušice | středa                                   | 10.00                        | v domově důchodců |
| Kaple Nejsvětější Trojice      | Sušice | neslouží se pravidelně                   | neslouží se pravidelně       | kaple             |
| Kaple sv. Rocha                | Sušice | neslouží se pravidelně                   | neslouží se pravidelně       | kaple             |